# Романсеро
Романсеро (ісп. romancero) — цикли іспанських романсів, тобто іспанських національних пісень, які з'явились у XIV столітті. 

## Типи
Цикли іспанських національних пісень з'являються в XIV столітті та діляться на три основні типи, які черпають матеріал із:
- сучасності;
- героїчного епосу (романси про Сіда);
- історичних хронік (про падіння готського королівства).

## Групи
За сюжетною частиною, характером, колоритом романсеро ділиться на декілька груп:
- історичні;
- лицарські;
- мавританські;
- народні.

## Збірники романсеро
Збірниками романсеро є: «Cancioneros» (різні роки), «Libro de Romanceros», «Romancero у Cancionero Sagrado» (1855), «Romancero Rivadeneyro» (1850), «Romanceros Quintana y Duran» (1828—1832), «Tlor e Primavera», «Tesoro de los Romanceros», «Romancero Español», «Romancero General» (1605-1614) і «Selva de romances» (1550).